# 李苗
李 苗（り びょう、485年 - 530年）は、北魏の軍人。字は子宣。本貫は梓潼郡涪県。

## 経歴
南朝梁の尚書郎・太僕卿の李膺の子として生まれた。家を出て叔父の李畎の嗣子となった。李畎は梁の寧州刺史であった。正始2年（505年）、北魏の統軍王足が蜀に遠征すると、梁の武帝は涪県で阻止するよう李畎に命じ、益州刺史の任を許した。しかし王足が撤退すると、武帝は李畎を益州から転任させることにした。李畎が怒って離反を図ったことから、武帝は人を派遣して李畎を殺害させた。ときに李苗は15歳であったが、復讐心にかられて延昌年間に北魏に帰順し、蜀平定の計策を宣武帝に上奏した。延昌3年（514年）、大将軍の高肇の西征にあたって、李苗は仮の龍驤将軍・郷導統軍とされた。翌年、晋寿に宿営していたとき、宣武帝が死去したため、軍を返した。後に客例によって、員外散騎侍郎の位を受け、襄威将軍の号を加えられた。
李苗には文武の才幹があったが、大きな戦功を挙げられず、家の恥を雪ぐこともできず、慷慨の念を懐いていた。そこで江南平定には長江の険が障害となることを述べ、建康から距離のある長江上流の巴蜀をまず占拠するよう上書した。このとき孝明帝が幼年であったため、李苗の戦略を理解できず、その意見は聞き入れられなかった。
正光末年、秦州の莫折念生の反乱が起こり、関中に波及しようとしていた。李苗は反乱側の隴西兵が強悍で糧食に乏しいことを察知して、城塁を固めて堅守して戦わず、持久策で反乱軍を追い詰めるよう上書した。李苗は統軍となり、別将の淳于誕とともに梁州・益州に進出するよう命じられた。李苗は行台の魏子建を郎中に任用して親任した。
孝昌年間、李苗は洛陽に召還されると、鎮遠将軍・歩兵校尉に任じられた。まもなく尚書右丞を兼ね、西北道行台となった。大都督の宗正珍孫とともに汾州・絳州の蜀の反乱を討ち、これを鎮圧した。李苗は洛陽に召還されて司徒司馬に任じられ、太府少卿に転じ、龍驤将軍の号を加えられた。
永安3年（530年）、梁の巴西郡の豪族の何難尉らが巴蜀を征討するよう北魏の朝廷に請願してきた。このため李苗は通直散騎常侍・冠軍将軍・西南道慰労大使に任じられた。しかし李苗が出立する前に、爾朱栄が孝荘帝に殺害され、爾朱栄の従弟の爾朱世隆が爾朱栄の部下を率いて河橋に駐屯し、洛陽に迫った。孝荘帝は自ら大夏門に出て、群臣を集めて広く議論した。官僚たちは恐れおののいて、良計も出てこなかった。李苗はひとり衣を振るって立ち上がると、「いま小賊めが唐突にこのような挙に出て、朝廷は不測の事態に陥っています。まさしく忠臣烈士が節義を尽くす日でありましょう。臣は武功のない者ではありますが、1旅の衆をお貸しください。陛下のために河梁の道を断ってみせましょう」と発言した。城陽王元徽と中尉高道穆がその計に賛成した。孝荘帝は李苗の意気を認めてこれを許した。李苗は人を募って馬渚の上流から夜間に水軍で黄河を下り、河橋から数里のところで火船を放った。黄河の流れは早く、火船はたちまちのうちに河橋に到達した。爾朱氏の軍は南岸にいて火船の下るのを見て、あい争って河橋に殺到し、にわかに河橋が焼け落ちたため、多くの者が水死した。李苗は自ら兵士100人ばかりを率いて小渚に宿営し援軍を待った。しかし援軍は到着せず、爾朱氏の軍は水を渡った。李苗は奮戦したが、衆寡敵せず、李苗の部下たちは全滅し、李苗は黄河に浮かんで死去した。享年は46。使持節・都督梁益巴東梁四州諸軍事・車騎大将軍・儀同三司・梁州刺史の位を追贈され、河陽県開国侯に追封された。諡は忠烈侯といった。
子の李曇が爵位を嗣ぎ、東魏の武定末年に冀州儀同府刑獄参軍となった。北斉が建国されると、爵位を降格された。

## 伝記資料
- 『魏書』巻71 列伝第59
- 『北史』巻45 列伝第33